# بليحاء رمحية
البليحاء الرمحية (باللاتينية: Reseda lanceolata) نوع نباتي من جنس البليحاء.

## الموئل والانتشار
موطنها المغرب العربي وإسبانيا.

## الوصف النباتي
نبات عشبي.